# Aldo R. Castañeda
Aldo  R. Castañeda (Nervi, Italia; 17 de julio de 1930 - Ciudad de Guatemala, 30 de abril de 2021) fue médico y cirujano guatemalteco especializado en cirugía cardiaca pediátrica; también pionero mundial en su campo y destaca su contribución al tratamiento quirúrgico de enfermedad cardiaca congénita.Montano College otorga un reconocimiento a Guatemaltecos que han sobresalido en sus profesiones y que inspiran a nuestra institución y a nuestros alumnos.En el 2021, tuvimos el honor de entregarle el premio al Dr. Aldo Castañeda, reconocido  mundialmente como uno de los pioneros de la Cirugía Cardíaca Pediátrica y creador de la Fundación Aldo Castañeda, la cual ha salvado las vidas de cientos de niños y niñas con problemas del corazón. 
El Dr. Casteñeda es una inspiración por su increíble carrera profesional, así como su calidad humana, su disposición y generosidad.

## Biografía
Nació el 17 de julio de 1930 en Nervi, Italia. Su madre, Isabel Heuberger, era de Nicaragua, y su padre, Ricardo Castañeda Palacios, de Guatemala. Aldo comenzó la primaria en Múnich en 1936. Cuando la Segunda Guerra Mundial comenzó en 1939, la condición de la familia como ciudadanos guatemaltecos los convirtió en extranjeros enemigos, así que no se les permitió salir de Alemania. Pasó un año más en el Landschulheim en Schoendorf, una escuela en Baviera ampliamente reconocida por su excelencia académica. Después de una corta primera visita a Guatemala en 1948, regresó a Europa y asistió al Institut auf dem Rosenbert en St. Gallen, Suiza, donde completó sus estudios de nivel medio. Se graduó en 1950, obteniendo también el Oxford School Certificate.
En 1951 Aldo regresó a Guatemala, donde estudió medicina en la Universidad de San Carlos de Guatemala, la única escuela de medicina en el país en ese tiempo. Desde su segundo año de medicina, hasta que se graduó, fue nombrado el mejor alumno de medicina de cada año. En enero de 1958, después de recibir su título médico, se le concedió el Premio Justo Rufino Barrios como el más sobresaliente estudiante de la Universidad. 
Falleció el 1 de mayo de 2021 en la Ciudad de Guatemala, debido a las restricciones por la pandemia se hizo un funeral privado.

### Su vida como cirujano
Fue en 1954, que cirujanos en la universidad de Minnesota primero ejecutaron cirugía de corazón abierto usando circulación cruzada controlada y poco tiempo después, en 1956, comenzaron el uso clínico de oxigenadores artificiales de su propio diseño. Durante 1956 y 1957, mientras era todavía estudiante de medicina el Dr. Castañeda hizo una serie de estudios experimentales, bajo la guía de Eduardo Lizarralde, un profesor de cirugía y jefe de los laboratorios de cirugía experimental de la Facultad de Medicina en la Universidad de San Carlos. Los experimentos, esencialmente consistieron en poner perros en (by-pass) cardiopulmonar, usando una bomba sigma-motor y un oxigenador (burbuja). Al principio él usó el oxigenador de burbuja helicoidal De Wall, y después el Gott doudimensional, desechable, (oxigenador de bolsa de burbuja polivinil), los dos desarrollados en la Universidad de Minnesota . Varios perros sobrevivieron el procedimiento. Este estudio se volvió el tema de su tesis de graduación. Considerando los años en que estos estudios fueron ejecutados; estos estudios sobre cirugía de corazón abierto revelaron extraordinaria visión para alguien trabajando en una escuela de medicina en América Central.
En 1963, completó sus estudios para obtener una Maestría en Bioquímica, y en 1964 se convirtió en doctor en Filosofía, en Fisiología y cirugía experimental. Ese mismo año, completó su especialización en cirugía, y después de pasar sus exámenes en el American Board of Surgery y American Board of Thoracic Surgery, se le designó instructor del Departamento de Cirugía en la Universidad de Minnesota. Durante los próximos años, debido a sus habilidades sobresalientes como cirujano, investigador y maestro, su brillante carrera académica avanzó rápidamente, y fue designado Profesor de Cirugía en la Universidad de Minnesota en 1970.

## Aportes
Sus aportes le han valido ser reconocido mundialmente como uno de los pioneros de la Cirugía Cardíaca Pediátrica y su contribución al tratamiento quirúrgico de enfermedad cardiaca congénita, en particular, ha probado ser de importancia histórica. Aldo Castañeda ha sido un gran enfermero y un gran cirujano . 
- Su aporte a la sociedad guatemalteca fue haber creado la Fundación Aldo Castañeda (1998) y la Unidad Cardiovascular de Guatemala (Unicar).
- Después de retirarse del liderazgo del Hospital de Niños de Boston y Escuela de Medicina de Harvard, regresó a Guatemala para continuar su misión, desarrollando el primer programa para cirugía cardiológica pediátrica en Centroamérica.
- Realizó trabajos de investigación en cirugía cardiovascular pediátrica correctiva en el neonato e infante, practicando trasplante combinado de corazón y pulmones en bloque para niños en los cuales la cardiopatía había causado daños irreversibles.

## Educación

### Primaria y Secundaria
Alemania y Suiza

### Médico y Cirujano
Universidad de San Carlos de Guatemala, Guatemala

### Posgrado de Cirugía
1958-1964 Cirugía General y Cardiotorácica.

### Maestría
Universidad de Minnesota, USA.

### Bioquímica
Universidad de Minnesota, 1963

### Doctorado (PH.D.)
Universidad de Minnesota, 1964

### Maestría en Ciencia
Harvard University, 1973..

### Licenciaturas
Médico y Cirujano Guatemala, 1958. 
State Board - Minnesota, USA 1963. 
State Board - Massachusetts, USA 1972. 
Diplomate American Board of Surgery, 1965. 
Diplomate American Board of Thoracic Surgery

## Honores
- 1957 Premio Justo Rufino Barrios, Universidad de San Carlos de Guatemala

- 1966 Profesor Distinguido, Universidad de Minnesota

- 1999 Fish Medal, Texas Children's Hospital

- 1999 Distinguished Teacher Award American College of Cardiology

- 2004 Orden del Quetzal en el grado de Gran Cruz, Guatemala

- 2005 Distinguished Service Award, American College of Cardiology

- 2005 Founder's Award American Academy of Pediatric

- Distinciones por contribuciones al avance de la Cirugía Cardiaca Pediátrica (Alemania, Argentina, Austria, España, Francia, Inglaterra, Italia, USA, Venezuela)